# Pete Konradt
Pete Konradt (ur. 22 czerwca 1978 w La Crosse) – amerykański strongman.
Mieszka w Milwaukee.
Wymiary:
- wzrost 188 cm
- waga 141 kg

## Osiągnięcia strongman
- 2005
  - 1. miejsce – Milwaukee’s Strongest man
- 2007
  - 8. miejsce – All-American Strongman Challenge 2007
  - 10. miejsce – Mistrzostwa USA Strongman 2007
- 2008
  - 5. miejsce – All-American Strongman Challenge 2008
  - 3. miejsce – Mistrzostwa Ameryki Północnej Strongman 2008